# Eriospermum bowieanum
Eriospermum bowieanum är en sparrisväxtart som beskrevs av John Gilbert Baker. Eriospermum bowieanum ingår i släktet Eriospermum och familjen sparrisväxter. Inga underarter finns listade i Catalogue of Life.